# Bataille de Fort William Henry
Guerre de Sept Ans
Batailles
- Minorque (navale) (1756)
- Pirna (1756)
- Lobositz (1756)
- Reichenberg (1757)
- Prague (1757)
- Kolin (1757)
- Hastenbeck (1757)
- Gross-Jägersdorf (1757)
- Moys (1757)
- Rochefort (1757)
- Rossbach (1757)
- Breslau (1757)
- Leuthen (1757)
- Carthagène (navale) (1758)
- Olomouc (1758)
- Saint-Malo (1758)
- Rheinberg (1758)
- Krefeld (1758)
- Domstadl (1758)
- Cherbourg (1758)
- Zorndorf (1758)
- Saint-Cast (1758)
- Tornow (1758)
- Lutzelberg (1758)
- Hochkirch (1758)
- Bergen (1759)
- Kay (1759)
- Minden (1759)
- Kunersdorf (1759)
- Neuwarp (navale) (1759)
- Hoyerswerda (1759)
- Baie de Quiberon (navale) (1759)
- Maxen (1759)
- Meissen (1759)
- Glatz (1760)
- Landshut (1760)
- Corbach (1760)
- Emsdorf (1760)
- Dresde (1760)
- Warburg (1760)
- Liegnitz (1760)
- Rhadern (1760)
- Berlin (1760)
- Kloster Kampen (1760)
- Torgau (1760)
- Belle-Île (1761)
- Langensalza (1761)
- Cassel (1761)
- Grünberg (1761)
- Villinghausen (1761)
- Ölper (1761)
- Kolberg (1761)
- Wilhelmsthal (1762)
- Burkersdorf (1762)
- Lutterberg (1762)
- Reichenbach (1762)
- Almeida (1762)
- Valencia de Alcántara (1762)
- Nauheim (1762)
- Vila Velha de Ródão (1762)
- Cassel (1762)
- Freiberg (1762)

- Jumonville Glen (1754)
- Fort Necessity (1754)
- Fort Beauséjour (1755)
- 8 juin 1755
- Monongahela (1755)
- Petitcoudiac (1755)
- Lac George (1755)
- Fort Bull (1756)
- Fort Oswego (1756)
- Kittanning (1756)
- En raquettes (1757)
- Pointe du Jour du Sabbat (1757)
- Fort William Henry (1757)
- German Flatts (1757)
- Lac Saint-Sacrement (1758)
- Louisbourg (1758)
- Le Cran (1758)
- Fort Carillon (1758)
- Fort Frontenac (1758)
- Fort Duquesne (1758)
- Fort Ligonier (1758)
- Québec (1759)
- Fort Niagara (1759)
- Beauport (1759)
- Plaines d'Abraham (1759)
- Sainte-Foy (1760)
- Neuville (1760)
- Ristigouche (navale) (1760)
- Mille-Îles (1760)
- Signal Hill (1762)

- Cap-Français (1757)
- Martinique (1759)
- Guadeloupe (1759)
- Dominique (1761)
- Martinique (1762)
- Cuba (1762)

- Chandernagor (1757)
- Plassey (1757)
- Gondelour (1758)
- Négapatam (navale) (1758)
- Condore (1758)
- Madras (1758)
- Pondichéry (navale) (1759)
- Masulipatam (1759)
- Chinsurah (1758)
- Wandiwash (1760)
- Pondichéry (1760-1761)
- Manille (1762)

- Saint-Louis (1758)
- Gorée (1758)
- Gambie

La bataille de Fort William Henry a eu lieu du 3 au 9 août 1757 lors de la guerre de Sept Ans. Elle oppose les Français — commandés par Montcalm — et leurs alliés amérindiens aux Britanniques du Fort William Henry, situé dans la province de New York. Fort William Henry — connu également sous le nom de Fort George, en référence au lac George, qu'il borde — est situé à environ 30 km au nord-ouest de sa première base, Fort Edward, bâti le long du fleuve Hudson.

## Contexte
Les attaques fréquentes subies par les forts français, tel Fort Duquesne, avaient contraint les Français à contre-attaquer. En août 1757, Montcalm quitte Fort Carillon pour assiéger Fort William Henry avec un puissant corps de 6 000 soldats et miliciens accompagnés de 1 600 Autochtones, 36 canons et 4 mortiers. La garnison de Fort William-Henry sous le commandement du lieutenant-colonel George Monro est forte de 2 372 hommes seulement.
Dans la nuit du 2 au 3 août, les Britanniques ne prennent aucune mesure afin d'empêcher les Français de débarquer sur la rive. Ces derniers s'attendaient à ce qu'une attaque française provienne de l'ouest, le côté étant fortifié et marécageux. Monro avait fait placer ses plus grosses pièces d'artillerie contre le mur ouest. Mais Montcalm décida de frapper le côté nord-ouest. Pendant que Montcalm construit une route et une série de tranchées à partir du 3 août, il fait positionner les Amérindiens ainsi que les tireurs embusqués de la milice entre Fort William Henry et Fort Edward fermant ainsi cette voie de communication.

## Trois jours de siège
Entre le 3 août et le 6 août, l'artillerie de Montcalm ne cesse d'avancer et ce, tout en faisant de plus en plus de pertes au sein de Fort William Henry. Bien que Monro tente d'envoyer ses messagers à Fort Edward afin de recevoir son aide, la majorité des messagers sont interceptés par les Amérindiens. Le seul message qui provient de Fort Edward stipule que Daniel Webb ne peut probablement pas secourir Monro.
La période du 7 au 9 août consiste essentiellement en des pourparlers traitant des grandes lignes de la reddition des troupes britanniques.
Le 7 août, Montcalm envoie son aide de camp, le capitaine Bougainville, afin d'entamer un processus de reddition de la garnison de Fort William-Henry.
Le 9 août, Monro s'entend avec Montcalm sur les conditions de la reddition. Montcalm leur laissant de généreux termes de reddition puisque l'entière garnison pourra quitter le fort en formation de parade et ce, avec les couleurs régimentaires déployées. Un canon accompagne même les troupes et Montcalm conservera un officier britannique en garantie. En retour, Monro s'engage à ce que ses troupes ne puissent prendre part à aucune action contre les Français et ce, pour une période de 18 mois.

## Après le siège
Dès lors, les Amérindiens tenteront de massacrer les membres de la garnison. Une première fois ce jour même à William Henry et une seconde fois le 10 août sur la route de Fort Edward. À deux reprises, les Français empêcheront les Amérindiens de commettre ces actes contre les Britanniques. Mais, le 10 août, dans la confusion, les Français interviennent un peu trop tard. Le reste de la colonne arrive sous escorte française à Fort Edward le 14 août et ce, avec Monro lui-même. Selon Ian K. Steele's Betrayals, la plus récente et importante étude sur le sujet, des 2 308 soldats ayant quitté Fort William Henry le 9 août, 1 783 se sont présentés à Fort Edward au plus tard le 31 août. 217 autres arriveront à retrouver le chemin de Fort Edward avant la fin de l'année 1757. Les Britanniques de Fort Edward ont tiré pendant quelques mois des salves de canons journalières afin de diriger les égarés à travers les bois.
Pour certains, les Amérindiens auront commis des actes injustifiés le 9 août et 10 août 1757 mais, pour ces derniers, ils avaient été trahis par Montcalm puisque ce dernier aurait donné sa parole à l'effet que la contribution directe des Amérindiens dans la bataille leur permettrait de disposer de Fort William Henry comme bon leur semblerait après la reddition des tuniques rouges.
À la suite de cette tuerie, l'état-major britannique refuse de reconnaître les conditions de la capitulation et décide de ne plus accorder, à l'avenir, les honneurs de la guerre aux troupes françaises. La reddition du fort William Henry porte néanmoins un coup dur aux Britanniques, empêchant toute opération de leur part au sud de Montréal pour le restant de l'année.
Les Français brûlent le fort dans les heures qui suivent la reddition des Britanniques et s'en retournent à Fort Carillon.

## Dans la culture populaire
La bataille de Fort William Henry a inspiré James Fenimore Cooper pour l'écriture de son roman Le Dernier des Mohicans, adapté plusieurs fois au cinéma.

## Galerie

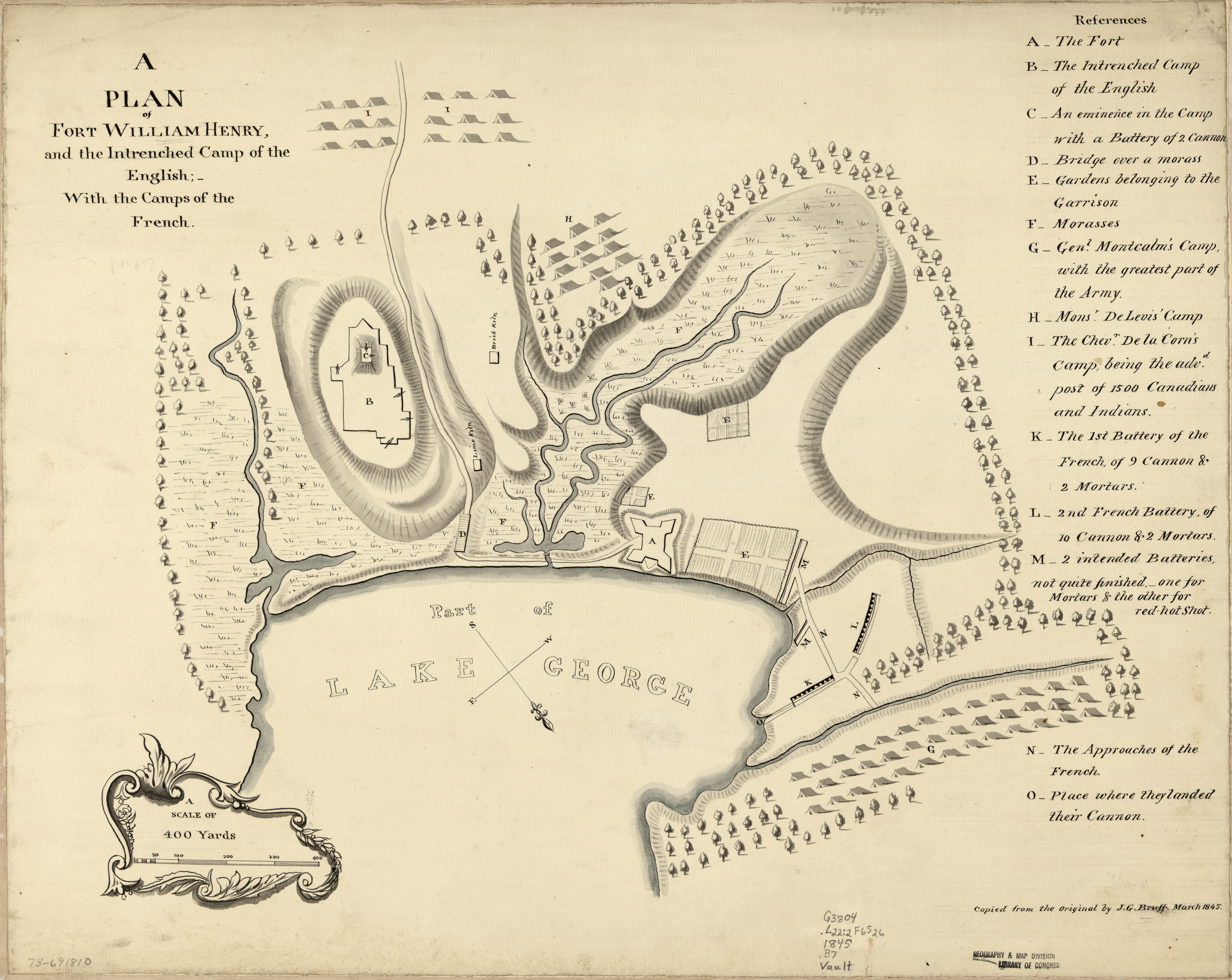
Un plan du siège en anglais dressé au XIXe siècle avec les positions des belligérants.
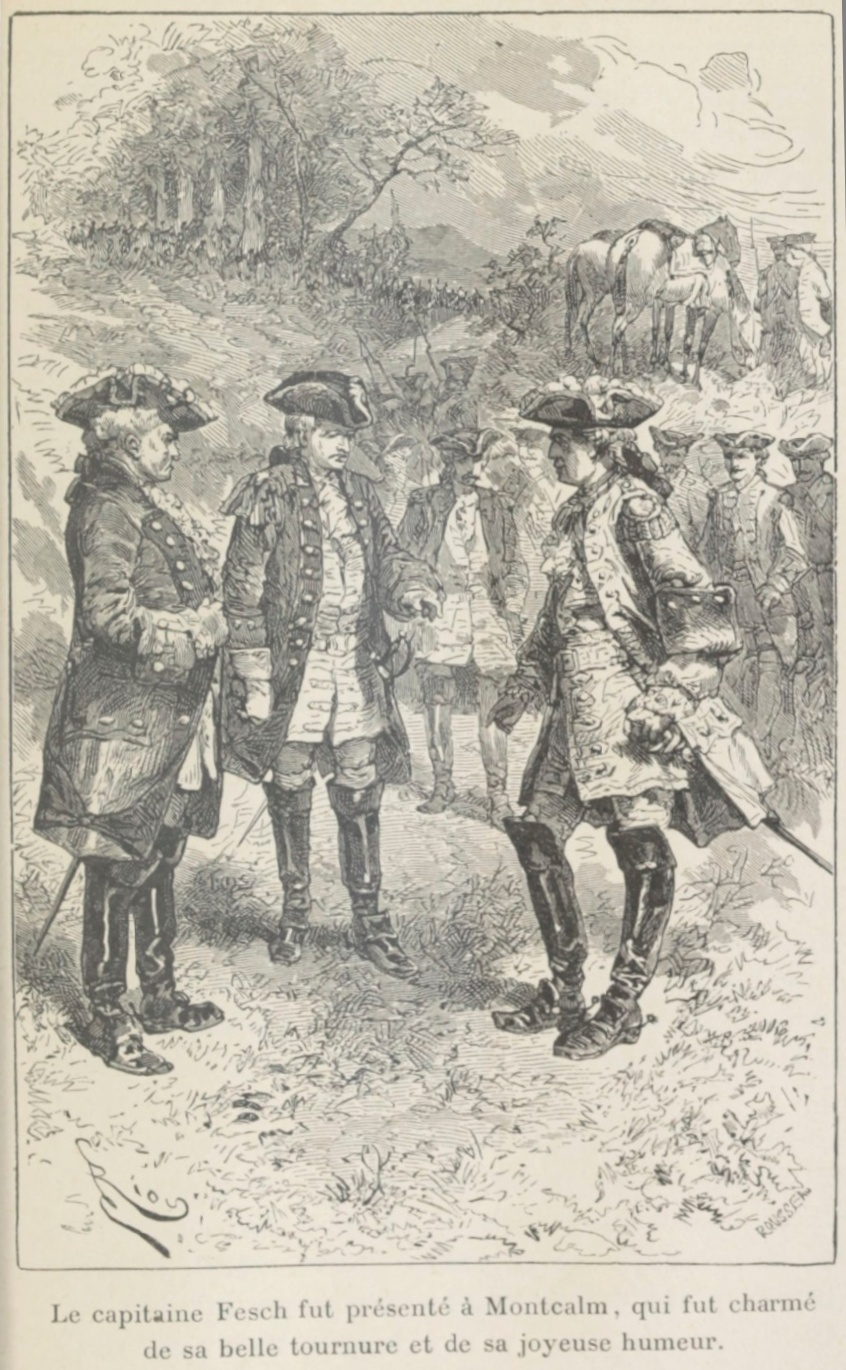
Montcalm négociant avec un envoyé anglais la reddition du fort (dessin réalisé en 1913).
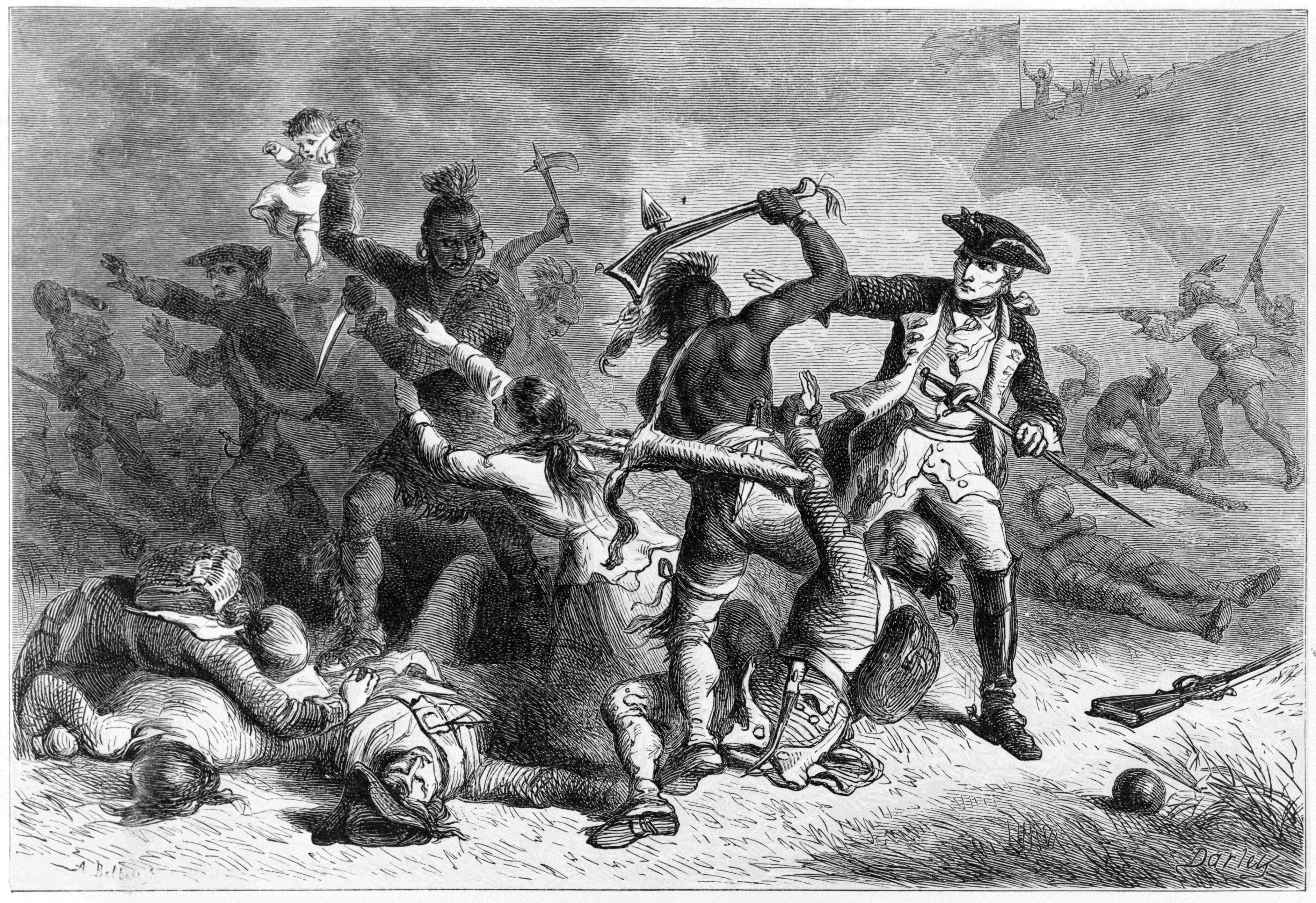
Montcalm essayant d’empêcher l’attaque des Hurons sur les soldats et civils après la reddition du fort.
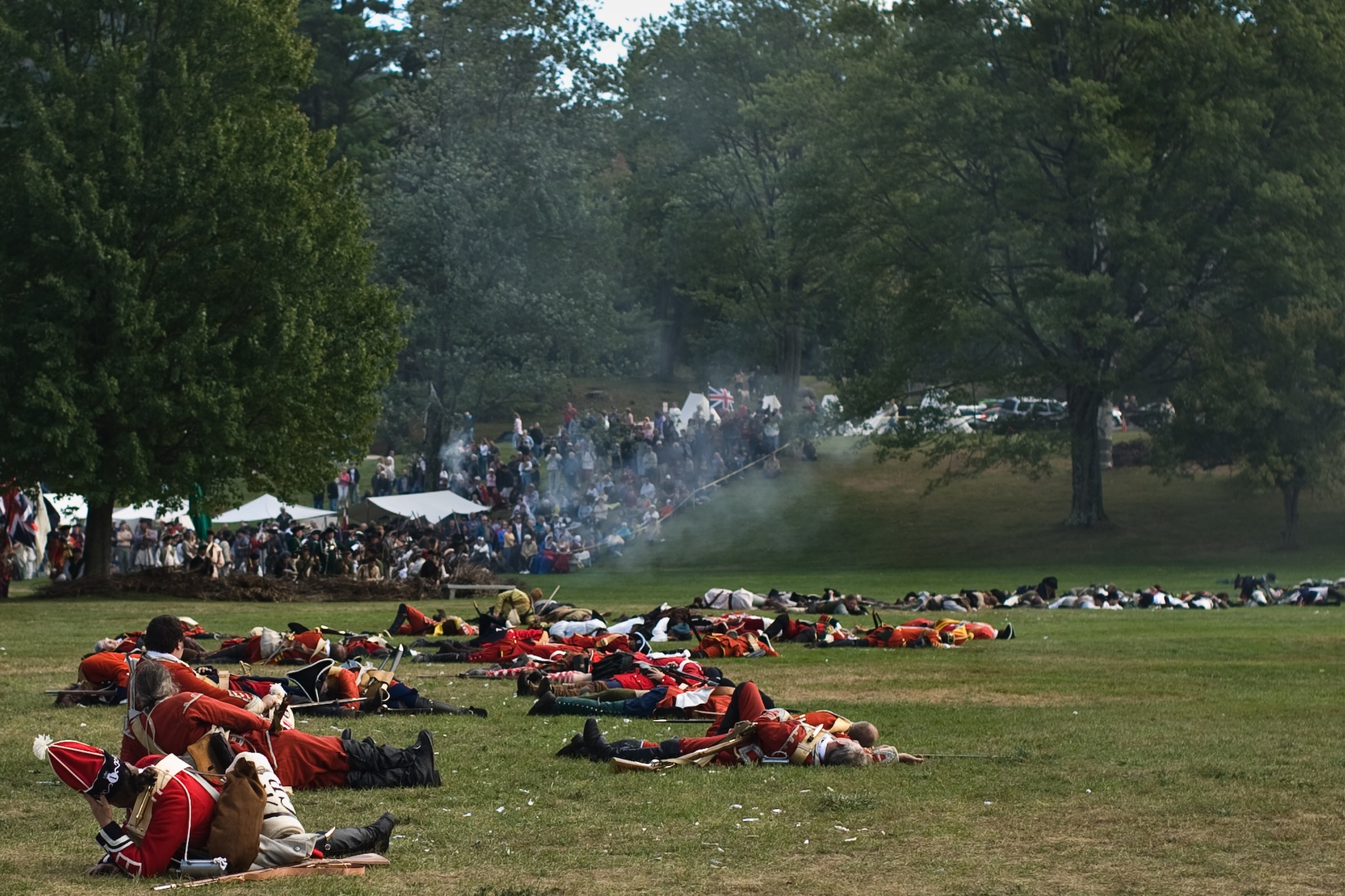
Reconstitution des scènes de combat à l’occasion du 250e anniversaire du siège en 2007.